# 신앙요법
신앙요법 또는 신념치료(faith healing)는 기도와 몸짓(안수 등)을 실천하는 것으로, 일부 사람들은 영적, 육체적 치유, 특히 기독교 관행에서 신의 개입을 이끌어낸다고 믿는다. 신자들은 하나님의 임재와 힘을 자극할 수 있는 기도나 기타 의식을 통해 종교적 신앙을 통해 질병과 장애가 치유될 수 있다고 주장한다. 신의 개입에 대한 종교적 믿음은 신앙요법을 통해 달성된 증거 기반 결과의 경험적 증거에 의존하지 않는다. 사실상 모든 과학자와 철학자들은 신앙요법을 유사과학으로 일축한다.
기도, 신의 개입, 개별 치료사의 봉사 등 "수많은 기술"이 질병을 치료할 수 있다는 주장은 역사 전반에 걸쳐 널리 퍼져 있었다. 믿음이 실명, 청각 장애, 암, HIV/AIDS, 발달 장애, 빈혈, 관절염, 티눈, 언어 결함, 다발성 경화증, 피부 발진, 전신 마비 및 다양한 부상을 치료할 수 있다는 주장이 있어 왔다. 회복은 일반적으로 신앙요법으로 분류되는 많은 기술에 기인한다. 여기에는 기도, 종교적인 성소 방문, 또는 단순히 최고 존재에 대한 강한 믿음이 포함될 수 있다.
많은 사람들이 성경, 특히 신약성경을 믿음 치유에 대한 믿음과 실천을 가르치는 것으로 해석한다. 2004년 뉴스위크 여론조사에 따르면, 미국인 중 72%는 과학적으로 그 사람이 불치병에 걸렸다고 하더라도 하나님께 기도하면 누군가를 치료할 수 있다고 믿는다고 말했다. 신앙요법과 달리 영적 치유를 옹호하는 사람들은 신성한 개입을 구하려고 시도하지 않고 대신 신성한 에너지를 믿는다. 20세기 말 대체의학에 대한 관심이 높아지면서 사회학자들도 종교와 건강의 관계에 대한 관심을 갖게 되었다.
신앙요법은 영적, 초자연적, 초자연적 주제로 분류될 수 있으며, 경우에 따라 신앙요법에 대한 믿음은 마술적 사고로 분류될 수 있다. 미국 암학회(American Cancer Society)는 "현재 이용 가능한 과학적 증거는 신앙요법이 실제로 신체적 질병을 치료할 수 있다는 주장을 뒷받침하지 않는다"라고 말한다. "심각한 부상이나 질병에 대한 의료 대신 신앙요법을 선택했을 때 사망, 장애 및 기타 원치 않는 결과가 발생했다." 부모가 의료가 아닌 신앙요법을 실천했을 때, 그렇지 않았다면 살 수 있을 것으로 예상되었던 많은 어린이들이 사망했다. 성인에서도 비슷한 결과가 나타난다.

## 같이 보기
- 병자성사
- 에너지의학
- 전통의학
- 자기 효능감
- 무의